# John Collett Falsen
John Collett Falsen, född den 9 september 1817 i Kristiania (nuvarande Oslo), död den 2 september 1879, var en norsk statsman, brorson till Christian Magnus och Carl Valentin de Falsen.
Falsen blev 1861 amtman i Nordre Bergenhus amt och var från 1869 statsråd och chef för Justits- og politidepartementet.
Innan han utnämndes till statsråd, var han vid flera tillfällen (1859-60, 1865-66 och 1868-69) stortingsman. Vid Uppsala universitets jubelfest 1877 blev han juris hedersdoktor. 